# 王茂鬆
王茂鬆，字聽濤，號鶴亭，贵州瓮安人，清朝政治人物。

## 生平
嘉慶十六年（1811年）辛未科進士，二甲二十八名，選翰林院庶吉士，散館授編修，官至山西平陽府知府。